# گرادنیتسا (استان دوبریچ)
گرادنیتسا (به بلغاری: Gradnitsa) یک منطقهٔ مسکونی در بلغارستان است که در شهرستان ترول واقع شده‌است.